# Olympians d'Indianapolis
Les Olympians d'Indianapolis (Indianapolis Olympians en anglais) sont une franchise de basket-ball de National Basketball Association,  fondée en 1949 et disparu en 1953. Elle aurait dû initialement participer à la saison 1949-1950 de la NBL, mais la fusion de celle-ci avec la BAA (formant ainsi la NBA) a fait des Olympians une des franchises originelles de la NBA.

## Historique
Indianapolis abrite maintenant la franchise NBA des Pacers de l'Indiana, avec laquelle les Olympians n'ont aucun rapport.

## Entraineurs successifs
L'équipe a eu trois entraîneurs durant ses quatre saisons de NBA, durant lesquelles elle participa chaque fois aux play-offs.
- Cliff Barker 1949-1950
- Wallace Jones 1950-1951
- Herm Schaefer 1951-1953

## Statistiques
| Saison    | Victoires | Défaites | %      | Playoffs |                                     |
| --------- | --------- | -------- | ------ | -------- | ----------------------------------- |
| 1949-1950 | 39        | 25       | 60,9 % | 3-3      | Finaliste de la Division Ouest      |
| 1950-1951 | 31        | 37       | 45,6 % | 1-2      | Demi-finaliste de la Division Ouest |
| 1951-1952 | 34        | 32       | 51,5 % | 0-2      | Demi-finaliste de la Division Ouest |
| 1952-1953 | 28        | 43       | 39,4 % | 0-2      | Demi-finaliste de la Division Ouest |

- Bilan total : 132-137 (49,1 %)
- Meilleure saison : 39-25 (1949-50)
- Pire saison : 28-43 (1952-53).
- Champion de la Division Ouest (1949-1950).